# Scenariu pentru happy-end
Scenariu pentru happy-end  este un film dramatic american din 2012, scris și regizat de David O. Russell, o adaptare a romanului cu același nume de Matthew Quick din 2008. Din distribuția filmului fac parte actorii Bradley Cooper, Jennifer Lawrence, Robert De Niro, Jacki Weaver, Chris Tucker.
Povestea îl urmărește pe Pat (Bradley Cooper), care suferă de tulburare bipolară și a fost recent externat dintr-un spital psihiatric, unde fusese internat după ce devenise violent când și-a prins nevasta în pat cu altul. Se mută cu părinții și încearcă să dea de fosta nevastă, dar o cunoaște pe Tiffany (Jennifer Lawrence), o văduvă cu probleme.
Filmul a obținut 8 nominalizări la Premiile Oscar (la categoriile Premiul Oscar pentru cel mai bun film, Premiul Oscar pentru Cel mai bun regizor, Premiul Oscar pentru cel mai bun actor în rol principal - pentru Bradley Cooper, Premiul Oscar pentru cea mai bună actriță în rol principal - pentru Jennifer Lawrence, Premiul Oscar pentru cea mai bună actriță în rol secundar - pentru Jacki Weaver, Premiul Oscar pentru cel mai bun actor în rol secundar - pentru Robert De Niro, Premiul Oscar pentru cel mai bun scenariu adaptat, respectiv Premiul Oscar pentru cel mai bun montaj), câștigănd o singură statuetă la categoria cea mai bună actriță în rol principal, Jennifer Lawrence devenind a doua actriță tânără de la Hollywood care primește prestigioasa statuetă la această categorie la doar 22 de ani. De asemenea, filmul a mai primit 3 nominalizări la Premiile BAFTA și 4 nominalizări la Globurile de Aur.

## Rezumat
Pat este un fost profesor de liceu, care a petrecut 4 ani într-o clinică destinată tratării bolilor nervoase după ce a fost înșelat și părăsit de soția lui, Nikki. Mutându-se sub același acoperiș cu părinții lui după ce este externat, Pat are impresia falsă că nu a lipsit de acasă mai mult de câteva luni și este obsedat de ideea de a o recuceri pe Nikki.
Vechii prieteni ai profesorului și-au întemeiat între timp familii, tatăl lui este mereu într-o dispoziție proastă fiindcă este fan al echipei de fotbal american Philadelphia Eagles care pierde un meci după altul, iar psihiatrul cu care face ședințe de terapie îl șochează pe Pat recomandându-i adulterul ca metodă de vindecare.
Situația se schimbă atunci când Pat o cunoaște pe vecina Tiffany, o tânără văduvă care a fost concediată din cauza faptului că s-a culcat cu toți colegii de serviciu după ce moartea soțului i-a cauzat o depresie severă. Afecțiunile mintale cu care se confruntă amândoi îi apropie pe Tiffany și Pat, care devin prieteni și încep să aibă sentimente profunde unul față de altul.
Tiffany se oferă să fie liantul dintre Pat și Nikki, cu condiția ca bărbatul să renunțe să vizioneze partidele de fotbal american, să se înscrie împreună cu ea la o competiție anuală de dans pentru pacienți depresivi și să nu spună nimănui despre înțelegerea lor.

## Distribuție
- Bradley Cooper - Patrizio "Pat" Solitano Jr.
- Jennifer Lawrence - Tiffany Maxwell
- Robert De Niro - Patrizio "Pat" Solitano Sr.
- Jacki Weaver - Dolores Solitano
- Anupam Kher - Cliff Patel
- Chris Tucker - Danny McDaniels
- Julia Stiles - Veronica Maxwell
- Shea Whigham - Jake Solitano

## Producție
David O. Russell - Regizor
Matthew Quick - Scriitor
David O. Russell - Scenarist
Danny Elfman - Compozitor
Masanobu Takayanagi - Operator 
Bruce Cohen, Donna Gigliotti, Jonathan Gordon, Harvey Weinstein, Bob Weinstein - Producător
Mark Bridges - Costume
Jay Cassidy, Crispin Struthers - Montaj